# Herb Borgo Maggiore

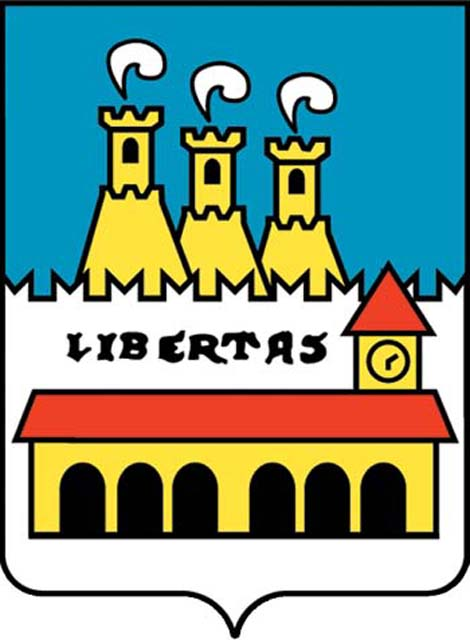
Herb Borgo Maggiore

Herb grodu Borgo Maggiore (Castello di Borgo Maggiore) – symbol heraldyczny grodu Borgo Maggiore w San Marino. Przedstawia na tarczy kroju francuskiego dwudzielnej w pas w polu górnym błękitnym trzy złote baszty zwieńczone srebrnymi piórami. W polu dolnym srebrnym na tle blankowanego muru z napisem Libertas złoty budynek z arkadowym podcieniem i wieżą zegarową o czerwonym dachu.
Trzy wieże i pole błękitne nawiązują do herbu San Marino. Budynek z przodu to przedstawienie centrum grodu (plac Grande) z jego najważniejszymi budowlami u stóp Monte Titano.
Herb w obecnej wersji przyjęty został (wraz z flagą) 28 marca 1997.